# Вольфрамат кальция
Вольфрамат кальция — неорганическое соединение, соль металла кальция и вольфрамовой кислоты с формулой CaWO4,
бесцветные кристаллы,
плохо растворимые в воде.

## Получение
- В природе встречается минерал шеелит — CaWO4 с различными примесями.
- Реакция подкисленных растворов хлорида кальция и вольфрамата натрия:

{\displaystyle {\mathsf {Na_{2}WO_{4}+CaCl_{2}\ {\xrightarrow {}}\ CaWO_{4}\downarrow +2NaCl}}}

## Физические свойства
Вольфрамат кальция образует бесцветные кристаллы,
плохо растворяется в воде.

## Химические свойства
- Восстанавливается алюминием до металлического вольфрама:

{\displaystyle {\mathsf {CaWO_{4}+2Al\ {\xrightarrow {T}}\ W+Ca[Al_{2}O_{4}]}}}

## Применение
- Промежуточный продукт в производстве вольфрама.